# Emperor Penguin
Az Emperor Penguin elektromos zenei társulat. Tagjai: Lazlo Minimart (DJ) és Melvoin Stanke (billentyűk).
Megalakulásuk pontos dátuma ismeretlen, de valószínűleg 1999-ben jöttek létre, Chicagóban. Nem sok dolog ismert a duó tevékenységeiről. 1999-ben megjelentettek két stúdióalbumot, amelyet 2000-ben követett a harmadik nagylemez. 2001-ben egy középlemezt is piacra dobtak.
Ezután ismeretlen, mi történt velük. Lemezeik a "My Pal God Records" kiadó gondozásában jelentek meg.

## Diszkográfia
- Shatter the Illusion of Integrity, Yeah (1999, stúdióalbum)
- Extreme Gaming (1999, stúdióalbum)
- Mysterious Pony (2000, stúdióalbum)
- Damn (2001, EP)